# En juin ça sera bien
 (avril 2022).
Si vous disposez d'ouvrages ou d'articles de référence ou si vous connaissez des sites web de qualité traitant du thème abordé ici, merci de compléter l'article en donnant les références utiles à sa vérifiabilité et en les liant à la section « Notes et références ».
En juin ça sera bien était une émission de télévision française présentée en direct par Gaël Leforestier jusqu'en 2000, puis par Alex Jaffray et diffusée les mercredis après-midi de 1998 à 2001 sur La Cinquième.